# باد دوركهايم
باد دوركهايم (بالألمانية: Bad Dürkheim) هي بلدة ألمانية تقع في ألمانيا في باد دوركهايم.[بحاجة لمصدر] يقدر عدد سكانها بـ 18,830 نسمة .

## المدن التوأمة
مدن Paray-le-Monial، Kluczbork، مدينة ولز و كمبتن هي مدن توأمة لـباد دوركهايم.

## أعلام
- يوهان ميخائيل هارتونغ
- باول كاميلي فون دينيس
- جيان زيمر
- غوتليب فيلهلم بيشوف
- توبياس سيبل
- لويز هايم